# Чохонелидзе, Реваз Шотаевич
Реваз Шотаевич (Резо) Чохонелидзе (груз. რეზო (რევაზ) ჭოხონელიძე, итал. Rezo Chohonelidze, род. 5 июня 1948, Кутаиси) — советский футболист, защитник. Мастер спорта СССР. Итальянский футбольный функционер.

## Биография
Начинал играть в «Динамо» Тбилиси, в 1965—1967 годах выступал за дубль, в 1968—1969 годах провёл 17 игр в чемпионате СССР. Из-за высокой конкуренции был переведён в «Торпедо» Кутаиси. В 1970 году сыграл 30 матчей в высшей лиге, но клуб выбыл из высшей группы класса «А». За шесть сезонов в первой лиге Чохонелидзе провёл 204 игры, забил 8 мячей. Его приглашали московский «Спартак» и «Карпаты», но он в 1977 году перешёл в другой клуб первой лиги — «Динамо» Ленинград, в составе которого сыграл 121 матч, забил один гол в первой лиге (1977—1979) и 93 матчей — во второй (1980—1982).
В 1986 году в Ленинграде познакомился с туристами, оказавшимися менеджерами итальянских футбольных клубов Серии B, которые помогли Чохонелидзе отправиться в школу тренеров, принадлежавшую «Интеру». В 1994—1995 годах занимался селекцией в швейцарских клубах «Серветт», «Грассхоппер», «Лозанна». С 1996 работал менеджером и селекционером «Милана» по странам Африки, Южной Америки и Восточной Европы. В сентябре 2007 года перешёл на должность генерального директора киевского «Динамо».
В составе юношеской сборной СССР победитель юниорских турниров УЕФА 1966 и 1967.